# Schwanentor

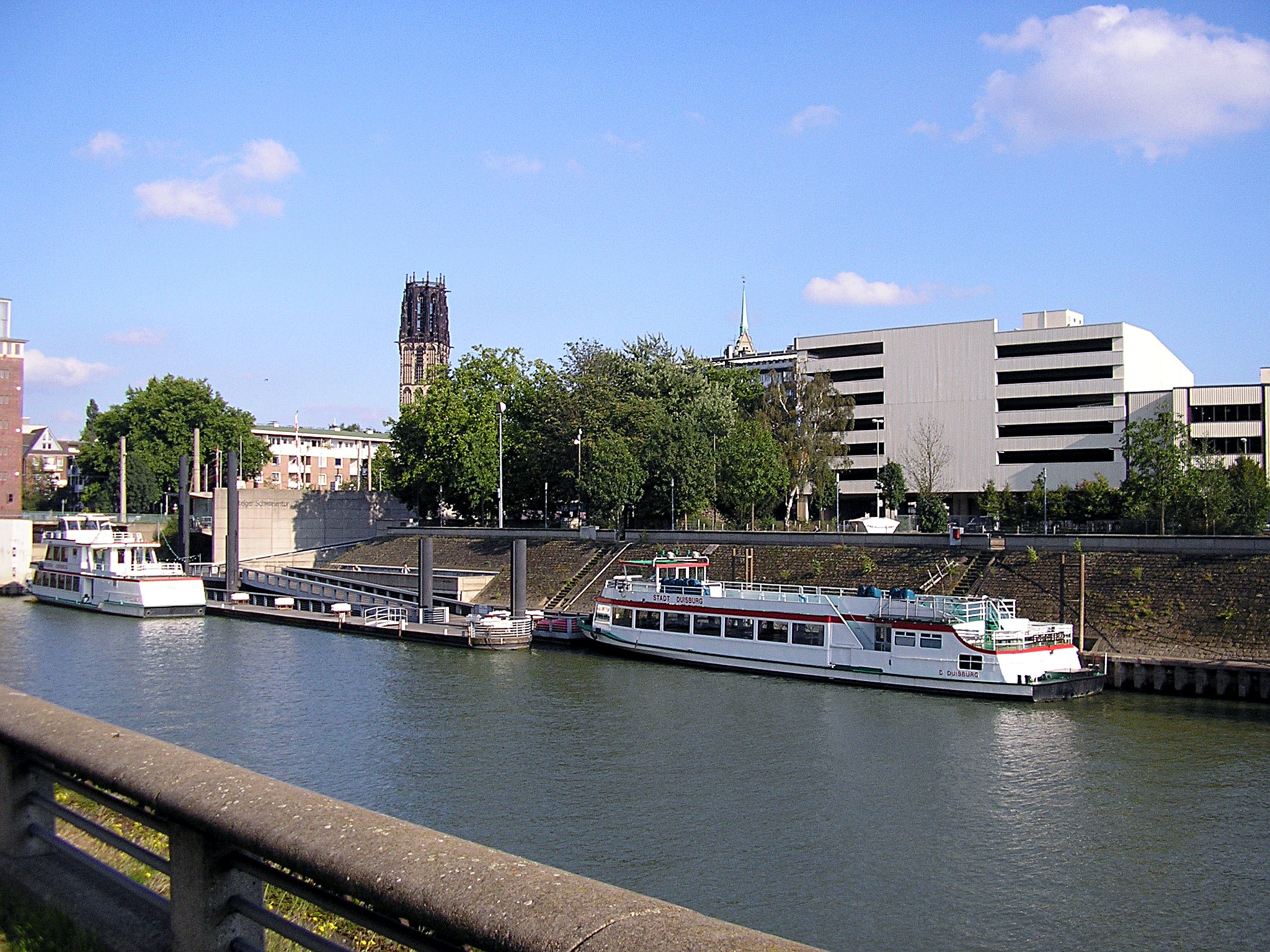
Heutige Situation am Schwanentor. Ganz links ist ein Pylon der Schwanentorbrücke erkennbar. In der Bildmitte links ragt im Hintergrund der Turm der Salvatorkirche in der Altstadt auf, im Mittelgrund befindet sich der Steiger Schwanentor mit Fahrgastschiffen. Aus dieser Perspektive dahinter lag das historische Schwanentor.

Das Schwanentor war eines der vier Haupttore Duisburgs, wie sie der Stadtplan des Johannes Corputius von 1566 zeigt. Es bestand mindestens mit der Stadtmauer seit dem 13. Jahrhundert. 1815 wurde das Schwanentor als erstes der Duisburger Stadttore abgebrochen. Sein ehemaliger Standort des Tores ist der heutige Calaisplatz. In der Umgebung des einstigen Stadttores ist sein Name noch präsent. Von der mittelalterlichen Stadtbefestigung ist am Schwanentor noch ein Turmrest erhalten.
Bereits im Mittelalter befand sich vor dem Schwanentor ein Altrheinarm, entstanden nach einer Rheinverlagerung, die sich vor 1000 vollzog. Im 19. Jahrhundert hat man im Bereich dieses mittelalterlichen und eines römischen Rheinlaufs den Duisburger Innenhafen angelegt. Damit ist der Bereich des Schwanentors heute wieder unmittelbar am Wasser gelegen. Die Schwanentorbrücke markiert dies markant mit ihren vier Pylonen. Unterhalb der Brücke befindet sich der Steiger Schwanentor, Anleger für Fahrgastschiffe.

## Bilder

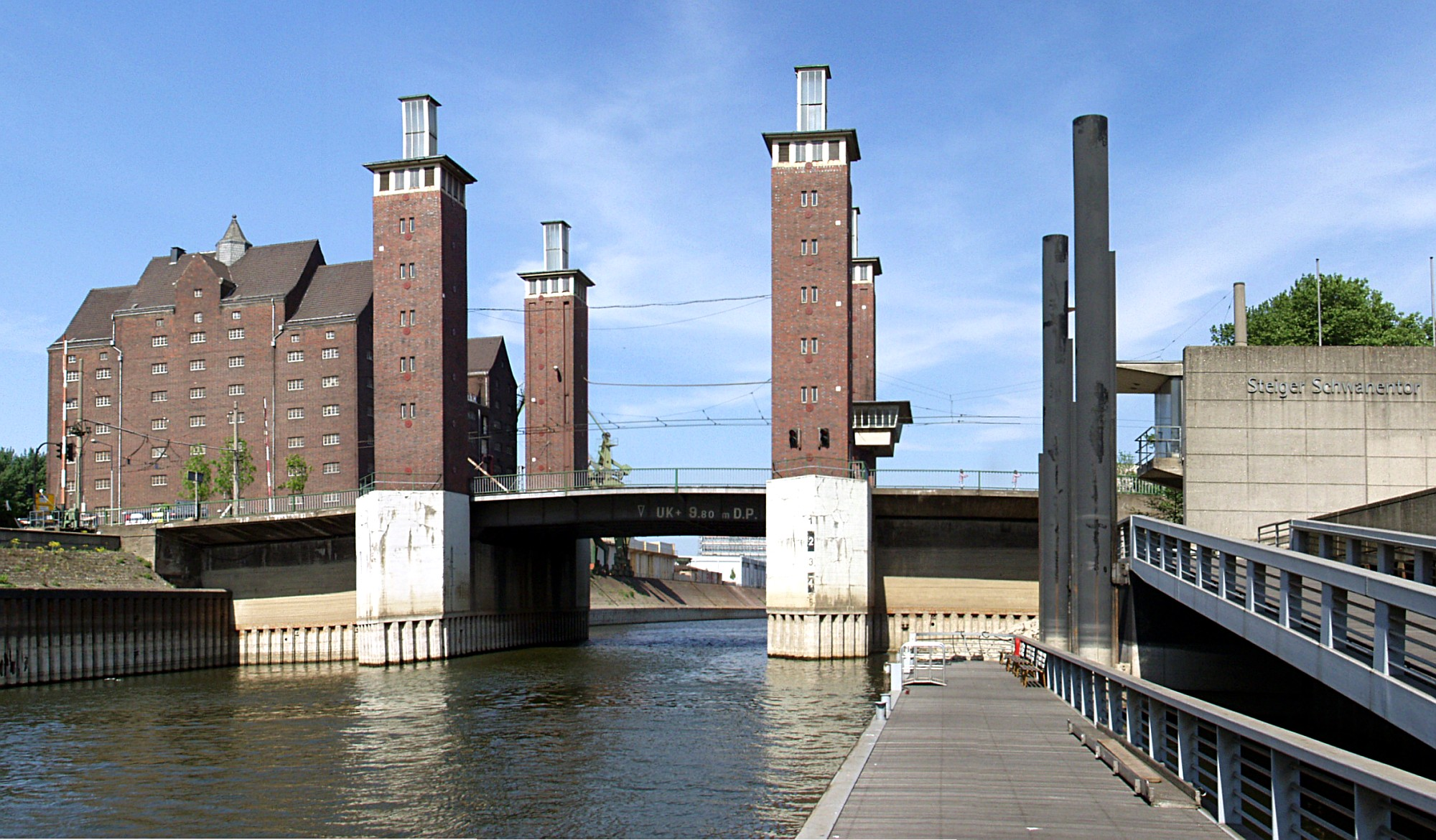
Schwanentorbrücke
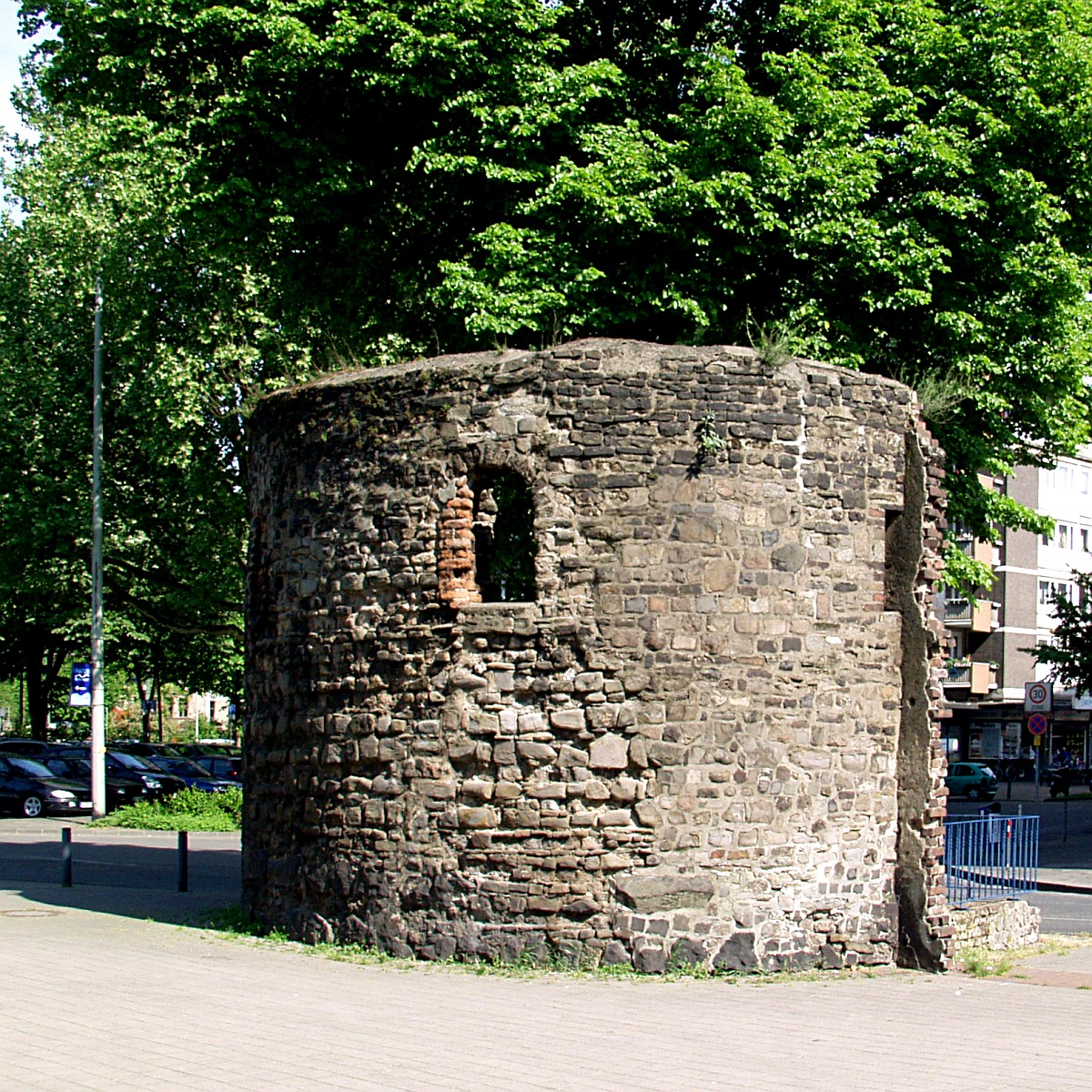
Turmrest der Stadtbefestigung